# Voyage en Angleterre et en Écosse
Voyage en Angleterre et en Écosse est la relation du voyage que fit Jules Verne avec Aristide Hignard en 1859. Refusé par Pierre-Jules Hetzel avant la publication de Cinq semaines en ballon, ce récit a été édité en 1989 par les éditions du Cherche-Midi, sous le titre fautif Voyage à reculons en Angleterre et en Écosse.

## L'intrigue du livre
Ce livre raconte l'histoire de deux jeunes Parisiens, Jacques et Jonathan, qui veulent visiter l'Angleterre et l'Écosse, et passent par Bordeaux et Nantes.
Le manuscrit de ce roman, refusé par Hetzel en 1862 comme le sera plus tard celui de Paris au XXe siècle, a été retrouvé dans les archives de la Ville de Nantes.

## Les personnages
- Jacques Lavaret (alias Jules Verne).
- Jonathan Savournon (alias Aristide Hignard).
- Mr Daunt, directeur de la compagnie de Liverpool.
- Capitaine Speedy, commandant du Hamburg.
- Le capitaine du Comte d'Erlon.
- Edmond R..., négociant en vins.
- Joe Kennedy, négociant anglais.
- Sir John Sinclair, gentleman, ami de Kennedy.
- Mr Brindsley, autre gentleman.
- Mr Lambret, propriétaire français du Lambret's Hotel.
- Mr B..., respectable écossais.
- Mistress B..., épouse de Mr B...
- Miss Amelia B..., fille de Mr B...
- Révérend Mr S..., prêtre catholique.
- Miss Elsworthy, actrice anglaise, interprète de Lady Macbeth.

## Sources du roman
Le 15 juillet 1859, Jules Verne écrit à son père : « Alfred Hignard m'offre, ainsi qu'à son frère, un passage gratuit d'aller et retour en Écosse. Je me hâte de saisir aux cheveux ce charmant voyage... ». Alfred, frère d'Aristide Hignard, offre donc aux deux amis un voyage qui ne peut qu'enthousiasmer Jules Verne. En effet, l'auteur ne cessera d'aimer l'Écosse, patrie d'un des ancêtres de sa mère, mais aussi de Walter Scott, son plus célèbre conteur. Il le confie à Marie A. Belloc : « Toute ma vie, je me suis délecté dans les œuvres de Walter Scott et, durant un voyage dans les îles britanniques, voyage que je n'oublierai jamais, mes jours les plus heureux sont ceux que je passai en Écosse. Je revois comme dans une vision la belle et pittoresque ville d'Édimbourg, les Highlands-Sona et les sauvages Hébrides. Pour un familier des œuvres de Walter Scott, il n'est guère d'endroit d'Écosse qu'il ne puisse identifier avec les écrits du célèbre écrivain. » C'est donc le premier grand voyage de Verne. En Angleterre, il prend des notes sur les conditions de vie dans les cités industrielles et sur le sort des prostituées. Son côté lyrique trouve à s'exercer devant la beauté des paysages écossais et il assiste même à une représentation de Macbeth au Théâtre de la princesse, Oxford Street.
De retour en France, Verne décide de mettre ses notes en ordre et de commencer la rédaction de son voyage. Il l'intitule tout d'abord Voyage à reculons, par le fait que les deux amis devaient s'embarquer pour l'Angleterre à Nantes et qu'ils furent obligés de descendre jusqu'à Bordeaux pour y parvenir.

## Commentaires
D'après Cornelis Helling, c'est le premier manuscrit que l'auteur a présenté à Hetzel, en 1862, avant Cinq semaines en ballon. Ce fait est corroboré par Volker Dehs qui fait remarquer que l'éditeur a noté sur la première page du texte l'adresse de Jules Verne, alors installé 18 rue Saulnier à Paris.

## Éditions
Le manuscrit est paru en 1989 sous le titre Voyage à reculons en Angleterre et en Écosse au Cherche-Midi.
Une nouvelle édition par Arts et Mouvement Éditeur retrace l'escale et séjour de Jules Verne à Bordeaux et sur le bassin d'Arcachon.